# Eurovision Young Dancers 1993
Het Eurovision Young Dancers 1993 was de vijfde editie van het dansfestival en de finale werd op 15 juni 1993 gehouden in het Dansens Hus in Stockholm. Het was de eerste keer dat Zweden het dansfestival organiseerde.

## Deelnemende landen
Vijftien landen namen aan deze editie van het Eurovision Young Dancers deel. Estland, Griekenland, Polen en Slovenië namen voor het eerst deel, terwijl Oostenrijk terugkeerde.

## Jury
Nils-Åke Häggbom
 Birgit Cullberg
 Frank Andersen
/ Gigi Caciuleanu
/ Paolo Bortoluzzi
 Peter Van Dyk
 María de Ávila
 Heinz Spoerli
 Micha Van Hoecke
 Pierre Lacotte
 Elsa-Marianne Von Rosen
 Elisabetta Terabust
 Jorma Uotinen

## Overzicht

### Finale
| Plaats | Land        | Artiest                       |
| ------ | ----------- | ----------------------------- |
| 1      | Spanje      | Zenaida Yanowski              |
| 2      | Zwitserland | Kusha Angst                   |
| 3      | Frankrijk   | Raphaëlle Delaunay-Belleville |
| 3      | Oostenrijk  | Gregor Hatala                 |
| -      | Duitsland   | Jens Weber & Franziska Koch   |
| -      | Finland     | Riina Laurila                 |
| -      | Polen       | Anna Sasiadek & Jacek Bres    |
| -      | Zweden      | Ludde Hagberg                 |

### Halve finale
| Land        | Artiest                            | Resultaat      |
| ----------- | ---------------------------------- | -------------- |
| België      | Rafaella Raschella                 | uit            |
| Cyprus      | Lia Haraki                         | uit            |
| Denemarken  | Julie Strandberg & Mads Blangstrup | uit            |
| Duitsland   | Jens Weber & Franziska Koch        | gekwalificeerd |
| Estland     | Stanislav Jermakov & Luana Georg   | uit            |
| Finland     | Riina Laurila                      | gekwalificeerd |
| Frankrijk   | Raphaëlle Delaunay-Belleville      | gekwalificeerd |
| Griekenland | Theodora Bourbou                   | uit            |
| Noorwegen   | Kristine Oren                      | uit            |
| Oostenrijk  | Gregor Hatala                      | gekwalificeerd |
| Polen       | Anna Sasiadek & Jacek Bres         | gekwalificeerd |
| Slovenië    | Ursa Vidmar                        | uit            |
| Spanje      | Zenaida Yanowsky                   | gekwalificeerd |
| Zweden      | Ludde Hagberg                      | gekwalificeerd |
| Zwitserland | Kusha Angst                        | gekwalificeerd |

## Wijzigingen

Deelnemende landen
Landen die in het verleden deelgenomen hebben
Landen die zich niet voor de finale kwalificeerden

### Debuterende landen
- Estland
- Griekenland
- Polen
- Slovenië

### Terugkerende landen
- Oostenrijk

### Terugtrekkende landen
- Bulgarije
- Italië
- Joegoslavië
- Nederland
- Portugal